# Coast Guard Island
Coast Guard Island (bis 1982: Government Island, dt. „Regierungsinsel“) ist eine kleine bewohnte Insel an der Westküste der Vereinigten Staaten im amerikanischen Bundesstaat Kalifornien. Sie liegt zwischen den Ortschaften Alameda und Oakland in der Bucht von San Francisco im Embarcadero Cove-Ästuar, etwa 300 Meter vom Festland entfernt. Die 68 Acre (27,5 Hektar) große Insel ist über eine Brücke im Süden mit Oakland verbunden.
Die Insel wird seit 1926 von der amerikanischen Küstenwache United States Coast Guard genutzt, heute fast ausschließlich von dieser. Der Zutritt ist für die Öffentlichkeit untersagt. Auf der Insel befinden sich mehrere militärische Dienststellen und der Öffentlichen (Zivil-)Verwaltung, beispielsweise die Pacific Commander Station (United States Coast Guard District Eleven), Ausbildungsstätten und Unterkünfte der Küstenwache, zwei Militärkrankenhäuser, ein Seehafen für seegängige Schiffe der Küstenwache sowie das San Francisco Marine Safety Office.
Coast Guard Island ist Heimathafen der Schiffe (High Endurance Cutter) USCGC Boutwell (WHEC-719), USCGC Morgenthau (WHEC-722) und USCGC Sherman (WHEC-720).